# Rob el robot
Rob el robot (en inglés: Rob the Robot) es una serie de televisión preescolar animada en CGI canadiense-singapurense creada por Manuel Rosen y producida por Amberwood Entertainment y One Animation. La serie se estrenó en TVOntario dentro del bloque TVOKids en Canadá el 7 de septiembre de 2010 y terminó el 17 de enero de 2017, con 2 temporadas. En Latinoamérica, la serie se estrenó el 25 de julio de 2011 en Discovery Kids.

## Argumento
La serie habla de Rob y sus amigos, quienes viajan por el universo, visitando siempre diferentes planetas para solucionar determinadas situaciones.

## Personajes
- Rob: es el robot más aventurero y curioso de toda la galaxia. Le encanta aprender sobre todo aquello que lo rodea y su única limitación es su propia ingenuidad y su cuerpo de robot, que no siempre le permite actuar como un humano. Para superar estos inconvenientes, Rob busca la ayuda de sus amigos. Ellos lo acompañan en sus misiones, ayudándolo a encontrar la respuesta a sus preguntas.[3]
- Ema: es una auténtica lingüista. Adora los juegos de palabras, las rimas y los cuentos. Es una pequeña alienígena un poquito mayor que Rob (aproximadamente seis años). Tiene su propia nave espacial y una gatita llamada Violeta. Sabe leer y escribir y es ocurrente, inteligente y un poquito mandona. También le encanta estar a la moda y suele tener grandes ideas que busca en las letras y en los libros.[4]
- Orbit: es un artista extravagante. Le encanta estar constantemente haciendo cosas para Rob y Ema, aunque no todo lo que inventa funciona. El ojo fotográfico de Orbit desempeña un papel muy importante en el segmento narrativo de los episodios.[5]
- Kit (en inglés: TK): es un robot que siempre tiene una herramienta o un instrumento en su cuerpo rojo brillante. Muestra grandes habilidades de organización, piensa con lógica y le gusta trabajar con los números. También es muy limpia y ordenada. Puede ver patrones en cualquier cosa y le gusta experimentar con herramientas y accesorios ilimitados, que puede producir desde su área de almacenamiento interno.[6]
- Centro de Control (en inglés: Mission Control): es una mano robótica que da detalles de las misiones y controla la nave.

## Reparto
- Estudio: Candiani Dubbing Studios

| Personaje         | Actor original | Doblador                                                   |
| ----------------- | -------------- | ---------------------------------------------------------- |
| Rob               | Stacey DePass  | José Meléndez (Temporada 1) Said Rodríguez (Temporada 2)   |
| Ema               | Camden Angelis | Alexa Navarro                                              |
| Kit               | Jordi Mand     | Elsa Covián                                                |
| Orbit             | Jake Beale     | Cynthia de Pando (Temporada 1) Rossy Aguirre (Temporada 2) |
| Centro de Control | John Stocker   | Óscar Gómez                                                |